# هموگلوبین‌اوری
هموگلوبین‌آوری (انگلیسی: Hemoglobinuria) وضعیتی است که در آن هموگلوبین پروتئین انتقال‌دهنده اکسیژن در غلظت‌های غیرطبیعی بالا در ادرار یافت می‌شود. این بیماری در اثر همولیز داخل عروقی بیش از حد ایجاد می‌شود، که در آن شمار زیادی گلبول قرمز (RBC) تخریب می‌شود و در نتیجه هموگلوبین آزاد در پلاسما آزاد می‌شود. هموگلوبین اضافی توسط کلیه‌ها فیلتر می‌شود و آن را به داخل ادرار دفع می‌کند و به ادرار رنگ بنفش می‌دهد. هموگلوبین‌اوری می‌تواند منجر به نکروز حاد توبولی شود که علت غیرمعمول مرگ بیماران تک ضربه‌ای است که در ICU بهبود می‌یابند.

## تشخیص
تشخیص اغلب بر اساس تاریخچه پزشکی، نمونه خون و نمونه ادرار انجام می شود.  فقدان گلبول‌های قرمز ادرار و گچ‌گیری‌های گلبول قرمز به‌صورت میکروسکوپی، علی‌رغم مثبت بودن تست نشانگر نشان‌دهنده هموگلوبین‌اوری یا میوگلوبین‌اوری است. اصطلاح پزشکی برای گلبول‌های قرمز در ادرار، خون‌ادراری (هماچوری) است.